# Магомаєв Магомет Муслімович
Магомет Муслимович Магомаєв (азерб. Məhəmməd Müslüm oğlu Maqomayev; 1916, Баку — 24 квітня 1945, поблизу Трептов-парку, передмістя Берліна) — радянський азербайджанський театральний художник, мультиплікатор. Учасник Великої Вітчизняної війни. Син композитора Мусліма Магомаєва-старшого, батько співака Мусліма Магомаєва.

## Життєпис

### Дитинство і юність

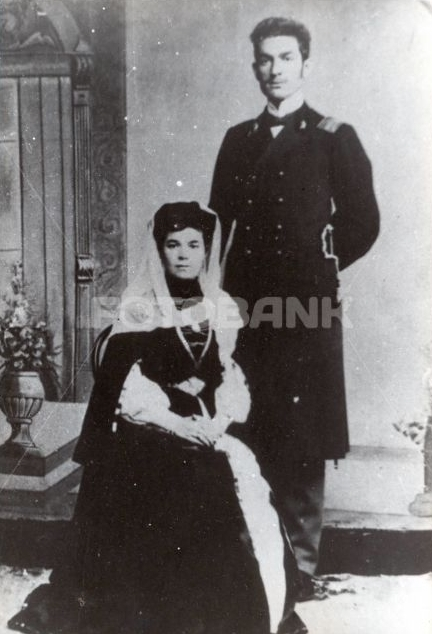
Батьки Магомета Магомаєва — Муслім Магомаєв і Байдигюль Терегулова. 1906 рік

Магомет (за деякими документами — Магомед) Магомаєв народився 1916 року в Баку, вулиця Січнева, будинок 19/113 (нині в цьому будинку по вулиці Хагані, 19 розташована Спілка художників Азербайджану), в родині композитора і диригента, одного з основоположників азербайджанської класичної музики Мусліма Магомаєва і його дружини Байдигюль Терегулової. Згідно з документами — азербайджанець за національністю. У Магомета був старший брат Джамал-Еддін, який згодом став міністром промисловості, заступником голови Ради Міністрів Азербайджанської РСР.
Магомет вмів грати на роялі і співати. Працюючи театральним художником, Магомаєв оформляв вистави в Баку і Майкопі, створював мультиплікації. Всі свої начерки, після завершення театральної постановки або виходу мультфільму, Магомет Магомаєв знищував, вважаючи, за припущеннями сина, що «раз все відбулося, то й не треба жодних ескізів, ніяких архівів».

### Військові роки

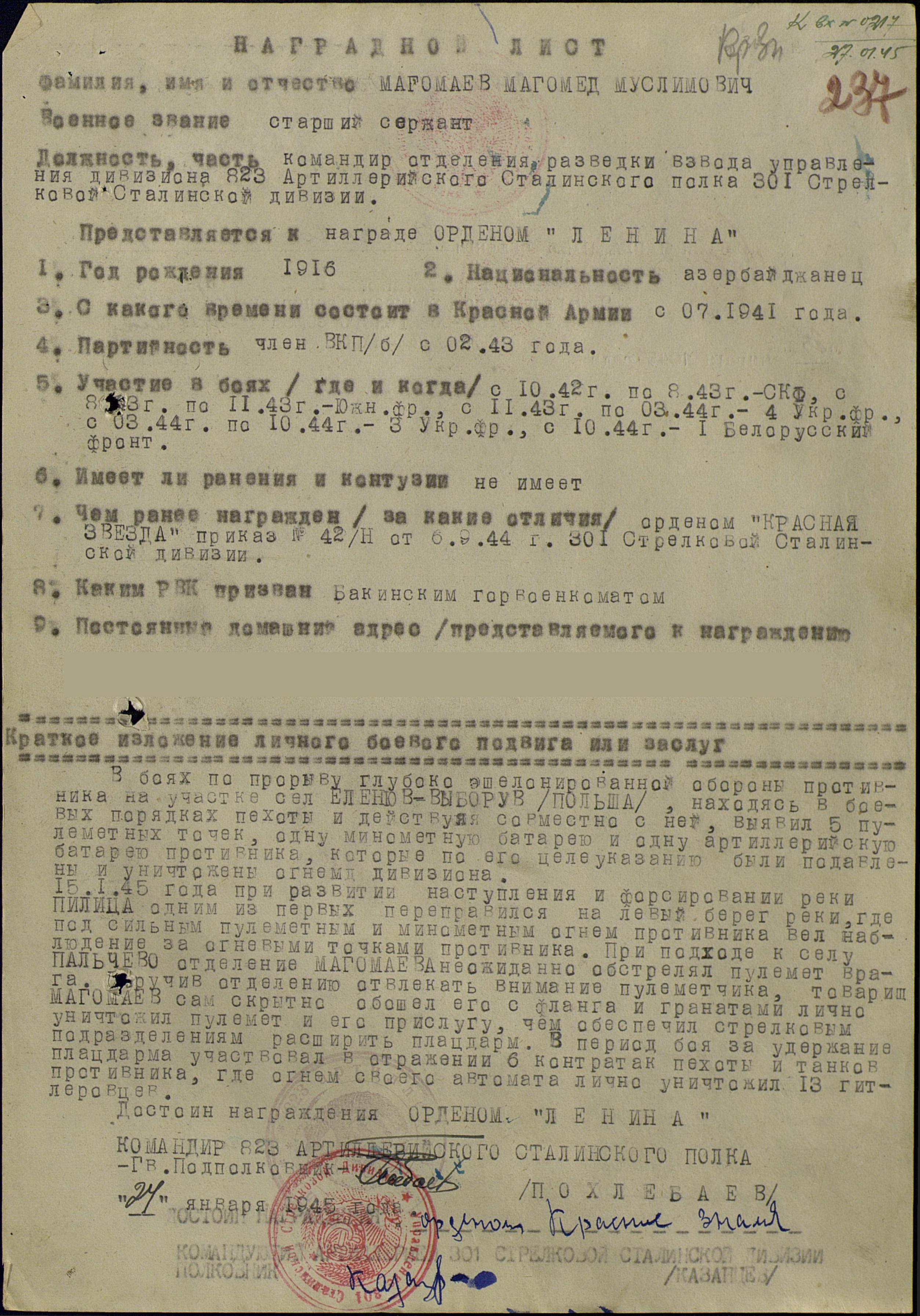
Нагородний лист з поданням М. М. Магомаєва на нагородження орденом Леніна

З початком Великої Вітчизняної війни, Магомет Магомаєв був призваний Бакинським міським військкоматом до лав РСЧА. З жовтня 1942 року брав участь у боях на Північно-Кавказькому фронті. З лютого 1943 року — член ВКП (б). З серпня 1943 року служив у 823-му артилерійського полку знову сформованої 301-ї стрілецької дивізії (3-го формування). Дивізія увійшла до складу 9-го стрілецького корпусу 5-ї ударної армії Південного фронту. Служив розвідником у 823-му артилерійському полку.
ВІд листопада 1943 до жовтня 1944 року 9-й стрілецький корпус у різний час діяв у складі 5-ї ударної, 28-ї та 57-ї армій 4-го і 3-го Українських фронтів. 6 жовтня 1944 року, за бойові заслуги на 3-му Українському фронті, сержанта Магомета Магомаєва нагороджено орденом Червоної Зірки.
На початку листопада 1944 року 9-й стрілецький корпус у складі 5-ї ударної армії, що перебувала в резерві Ставки верховного головнокомандувача, спрямовано на 1-й Білоруський фронт. 24 січня 1945 року командир 823-го артилерійського полку підполковник Р. Р. Похлєбаєв представив командира відділення розвідки взводу управління дивізіону полку старшого сержанта Магомаєва Магомеда Муслімовіча за бойові заслуги до нагородження орденом Леніна. Подання командира полку вищою інстанцією було відхилено і 10 лютого Магомаєва нагороджено орденом Червоного Прапора.
20 березня М. Магомаєва нагороджено орденом Вітчизняної війни II ступеня.

### Загибель

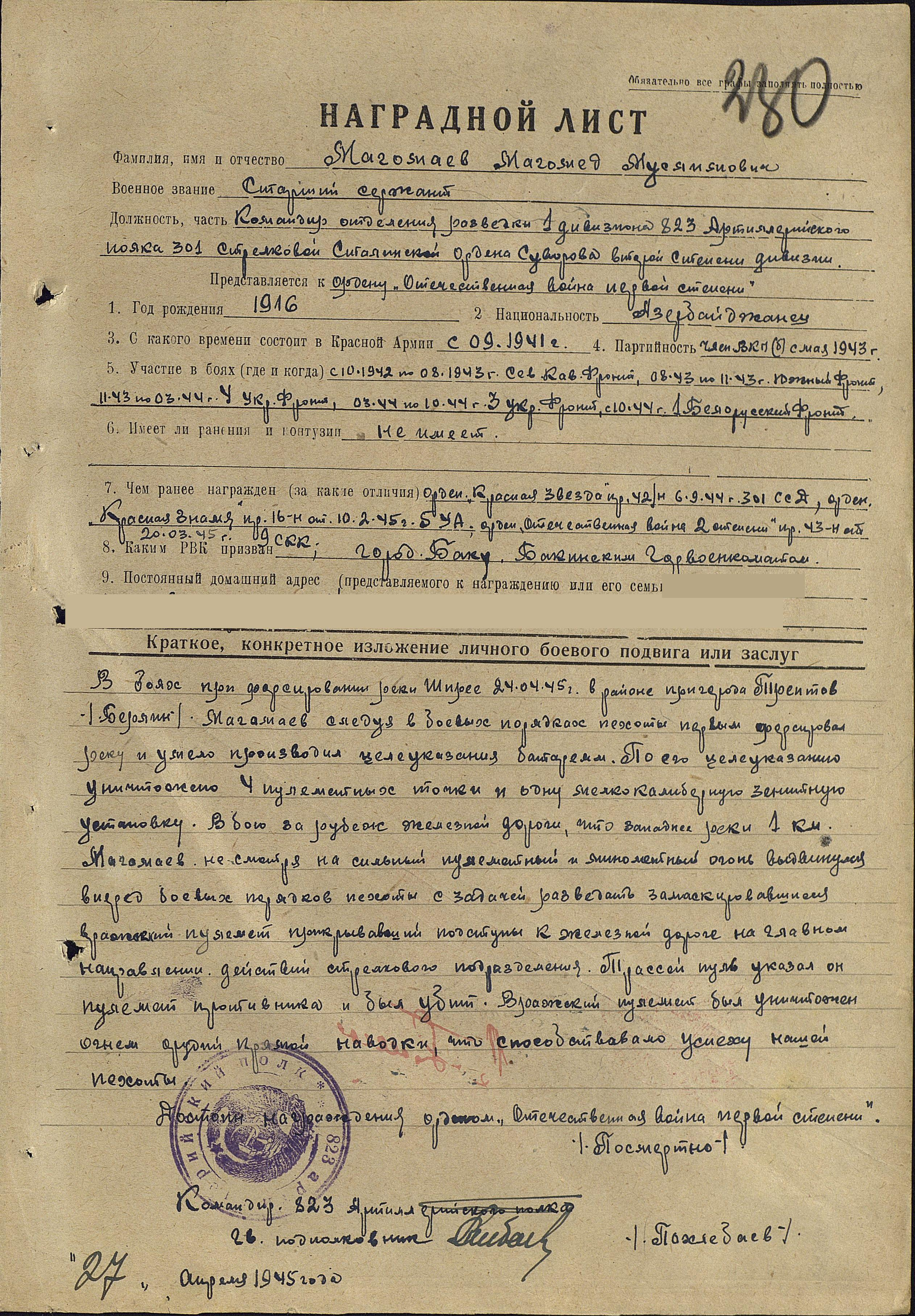
Нагородний лист з поданням М. М. Магомаєва до нагородження орденом Вітчизняної війни I ступеня (посмертно)

Магомет Магомаєв загинув 24 квітня 1945 року в Німеччині, недалеко від Трептов-парку під Берліном. Похований на території Польщі, в місцевості Кшивін Грифінський, разом з іншими загиблими воїнами 823-го полку. 22 травня 1945 року старшого сержанта Магомеда Магомаєва нагороджено орденом Вітчизняної війни I ступеня (посмертно).
1952 року останки загиблих, зокрема й останки Магомета Магомаєва, перепоховано в братських могилах на кладовищі в Хойні.

## Родина
Зі своєю майбутньою дружиною, актрисою Айшет Ахмедівною (сценічний псевдонім — Кинжалова) Магомет зустрівся в Майкопі, де Айшет грала в драматичному театрі, а Магомаєв оформлював спектакль. Пара поїхала в Баку й одружилася. Від цього шлюбу народився син Муслім, що став згодом відомим оперним і естрадним співаком.
Дядьки Магомета Магомаєва по матері Алі і Ханафі Терегулови були відомими у свій час оперними співаками. Тітка по матері, Малейка Терегулова, була дружиною відомого азербайджанського композитора Узеїра Гаджибекова.